# 메이지 국립 은행
메이지 시대의 국립 은행은  1872년(메이지 5년)의 국립 은행 조례(国立銀行条例)에 따라 설립된 금융 기관이다. 민간 자본에 의해 설립·경영된 은행이다. 은행 이름에는 ‘국립’이란 말이 붙어 있지만 이는 국가가 설립했다는 뜻이 아니라 ‘국법에 의해 설립된 은행’이란 뜻이다.

## 같이 보기
- 구 인천 일본 제일 은행 지점
- 구 인천 일본 18은행 지점
- 구 일본 58은행 지점